# Naumburg
|  | Per a altres significats, vegeu «Naumburg (desambiguació)». |

Naumburg és una ciutat d'Alemanya, situada a l'estat de Saxònia-Anhalt a la vora del riu Saale, entre les ciutats Halle (Saale) i Jena. És la capital (Kreisstadt) del districte Burgenlandkreis.

## Fills il·lustres
- Johann Theile (1646-1724) compositor i mestre de capella.
- Elias Ammerbach (1530-1597) compositor, arranjador i organista.
- Johann Georg Graevius (1632-1703), erudit i crític.

## Ciutats agermanades
Naumburg és agermanada amb:
- Aquisgrà (Rin del Nord-Westfàlia).